# HD 156668
HD 156668 är en ensam stjärna i den mellersta delen av stjärnbilden Herkules. Den har en skenbar magnitud av ca 8,42 och kräver ett teleskop för att kunna observeras. Baserat på parallax enligt Gaia Data Release 2 på ca 41,1 mas, beräknas den befinna sig på ett avstånd på ca 79 ljusår (ca 24 parsek) från solen. Den rör sig närmare solen med en heliocentrisk radialhastighet på ca -45 km/s.

## Egenskaper
HD 156668 är en orange till gul stjärna i huvudserien av spektralklass K3 V, som har en stjärnaktivitetscykel med en period av ca 10 år. Den har en massa som är ca 0,77 solmassor, en radie som är ca 0,72 solradier och har ca 0,23 gånger solens utstrålning av energi från dess fotosfär vid en effektiv temperatur av ca 4 900 K.

## Planetsystem
Andrew Howard tillkännagav 2010 upptäckten av en superjord i omloppsbana runt HD-156668. Denna exoplanet är betecknad HD 156668 b. Planeten kretsar kring stjärnan med en period av bara 4,6 dygn med ett avstånd av ca 0,05 AE från moderstjärnan. Forskare har med användning av wobblermetoden visat att det resulterande spektrumet har färgskiftningar som kan användas för att approximera massan av det astronomiska objektet, vilken för exoplaneten var minst 4,15 jordmassor. Senare observationer avgav emellertid att minimimassan är 3,1 jordmassor.
En annan planet, HD 156668 c, upptäcktes 2021, och förekomsten av ytterligare objekt med lång omloppsperiod misstänks.
| Planet | Massa                | Halv storaxel (AE) | Siderisk omloppstid (d) | Excentricitet | Inklination | Radie |
| ------ | -------------------- | ------------------ | ----------------------- | ------------- | ----------- | ----- |
| b      | ≥ 3,1 ± 0,005 M🜨     | 0,0211 ± 0,0002    | 1,26984 ± 0,00007       | 0,00 ±        | -           | -     |
| c      | ≥ 0,0991 ± 0,0077 MJ | 1,570 ± 0,017      | 811,3 ± 5,2             | 0,089 ± 0,04  | -           | -     |